# Antef (general)
Antef, o Intef, (fl. c. 2000 aC) va ser un general de l'antic Egipte. Va servir durant la dinastia XI, sota el overn del rei Mentuhotep II. El seu títol principal era "Supervisor de tropes", sovint traduït com a general. Altres títols d'Antef eren "Segeller reial" i "Únic amic (del rei)".
| W25 | N35 · X1 · I9 |

| W25 | N35 · X1 · I9 |

Antef és conegut principalment per la seva tomba tebana, la TT386. Estava totalment decorada. La façana té diversos pilars amb pintures, mentre que el passadís del darrere estava cobert amb lloses de pedra decorades amb relleus. Darrere del passadís hi ha una capella també antigament decorada amb lloses de pedra, aquesta vegada pintades. Als pilars davanters i al mur del darrere s'hi poden veure diverses de lpintures ben conservades que mostren el setge d'una fortalesa de Palestina (on s'hi veu una torre de setge mòbil), caces als aiguamolls, escenes agrícoles i tallers. Les lloses del passadís i de la capella de culte només es conserven a fragments.
A la tomba apareix el nom del tron Mentuhotep II, que confirma la datació d'Antef sota aquest rei. A la cambra de culte hi ha l'entrada a la cambra funerària subterrània on hi ha un sarcòfag sense inscripció. A la tomba també s'hi va trobar una estàtua d'Antef.
Al Ny Carlsberg Glyptotek de Copenhaguen hi ha una estela del general.